# Mantie regală
Mantia regală (engl. Sovereign's robe) reprezintă un veșmânt ceremonial, de forma unei robe sau pelerine grele, care este purtat de Suveranul unui stat monarhic (Împărat, Rege sau Principe) în momentul încoronării și/sau în alte ocazii oficiale de importanță majoră. 
De obicei, mantia regală poartă simboluri heraldice care evocă tradițiile istorice ale statului respectiv, precum și blazonul Casei Domnitoare din care face parte monarhul.
Mantia regală face parte din însemnele naționale fundamentale (regalia) unei țări și simbolizează atât Statul, cât și puterea monarhică.